# Histoire du Botswana

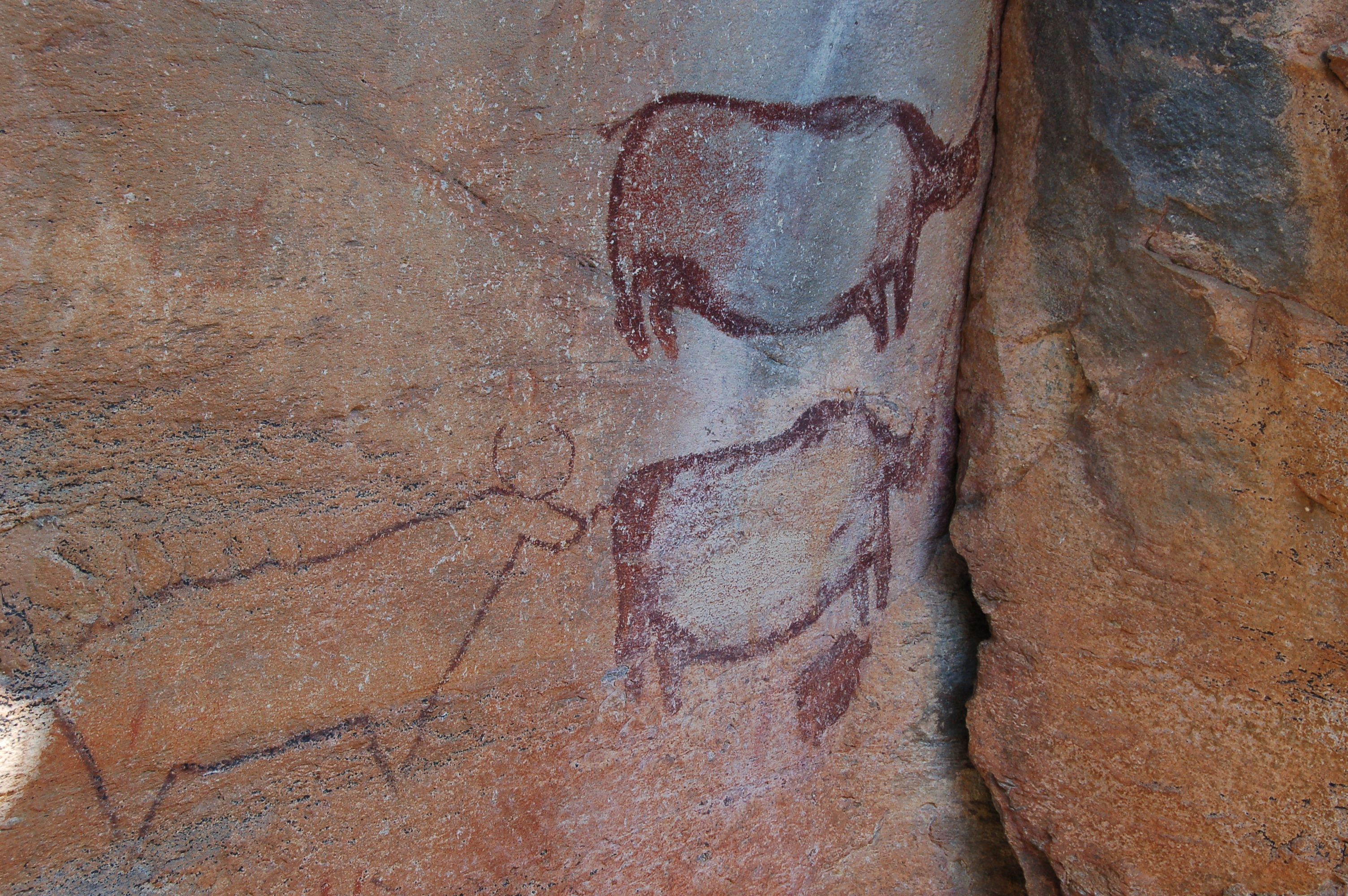
Art rupestre à Tsodilo.

Cet article traite de l'histoire du Botswana (581 730 km2, 2 317 233 habitants en 2020), État moderne enclavé d'Afrique australe.

## Préhistoire
Les données fournies par la paléogénétique permettent d'envisager une dispersion de pasteurs est-africains en Afrique australe s'établissant dans cette région avant l'âge du fer, avant l'arrivée des populations bantoues, comme cela avait été suggéré précédemment sur la base de données notamment linguistiques. Les données de l'autosome (aDNA) indiquent clairement la présence déjà mélangée d'ascendance de chasseurs-cueilleurs du sud de l'Afrique et de pasteurs venant de l'Est dans le delta de l'Okavango à la fin du premier millénaire de notre ère.
Le plus grand site archéologique, avec 4 500 gravures rupestres, se trouve à Tsodilo 19 000 AP.
- Liste de sites archéologiques en Afrique australe

## Populations autochtones
- Culture Toutswe (de) (680-1300), Toutswemogala Hill (en), près de Palapye
- Royaume de Mapungubwe (1075c-1220c), Collection Mapungubwe (en), Parc national de Mapungubwe (Limpopo, ex-Transvaal)

L'histoire du Botswana commence avec la présence de deux tribus principales sur cet espace : les San (communément appelés Bochimans/Bushmen) et les Khoïkhoïs : Tswana (peuple).

## De 1500 à 1800: migrations bantoues
Puis les Bantous Tswana, émigrés de l'Est africain aux alentours de 1800 forcent les populations en place à migrer à leur tour.
Les Bantous Tswana se séparent en trois sous-groupes : les Pedi qui investissent le Transvaal, les Basotho, occupant l'actuel Lesotho et les Basutho de l'ouest (également appelés Tswana, Batswana, Betchuana) qui occupent le Bechuanaland, lequel va devenir le Botswana actuel.
De nombreux migrants trouvent refuge dans cette contrée, à l'image du peuple Héréro, fuyant la domination allemande en Namibie.

## Présences européennes (1817)
En 1817, Robert Moffat (1795-1883) y établit une mission protestante. Au cours de la première moitié du XIXe siècle, des missionnaires (London Missionary Society), parmi lesquels ce Robert Moffat puis David Livingstone (1813-1873), ont une influence non négligeable sur le pays : d'une part ils convertissent peu à peu les Tswana, mais ils développent également l'éducation et aident les Tswana à obtenir la protection des Britanniques contre l'avancée des Boers (néerlandophones) dans la région, imposant expropriations, impôts et servitudes ou mise en esclavage des populations africaines.
Vers 1820, pour fuir les troubles du royaume zoulou (1816-1897) de Chaka, sous la direction de Mzilikazi général-roi, les Ndébélés traversent le pays vers le Transvaal, où ils guerroient une dizaine d'années. Après la défaite face aux Voortrekkers à la bataille de Vegkop (1836), les Ndébélés errent, traversent à nouveau le pays pour se rendre vers ce qui va devenir le royaume Matébélé (de) (1837-1895) (actuel Matabeleland (Bulawayo), au Swaziland). Ils étaient alors proches des Kalangas, réputés proches des Shonas.
Le peuple Ngwato est un des huit grands groupes du peuple Tswana. La tribu Mangwato (au Botswana) fonctionne comme une monarchie : liste des dirigeants de Mangwato (en). Khama III (1837c-1923), roi pendant près de cinquante ans, vise à protéger son peuple des menaces boers, demande et obtient la protection britannique.
La découverte par Karl Mauch (1837-1875) découvre des ressources minières (or) en 1866 au Transvaal, puis en 1871 les ruines du Grand Zimbabwe. Une première ruée vers l'or a lieu dès 1869 :Tati Concessions Land (en), vers Francistown, à la frontière nord-est.
Les Boers, ou plutôt les Voortrekkers, créent en 1882, à l'Ouest du Transvaal, deux républiques boers, l'État de Stellaland et État de Goshen, qui deviennent de 1883 à 1885 les United States of Stellaland (Verenigde Staten van Stellaland). La première guerre des Boers (1880-1881) est vite suivie de la seconde guerre des Boers (1899-1902).

## Protectorat britannique duBechuanaland(1884-1966)
Dans ce contexte de résistance à l'expansion boer, en 1884, cette protection temporaire des Britanniques devient à proprement parler un protectorat, à la demande des Tswana.
Mais le Royaume-Uni veut déplacer la capitale en dehors du Bechuanaland, à Mahikeng (ou Mafeking) en Afrique du Sud. De plus, son administration est confiée à la British South Africa Company, dirigée par Cecil Rhodes.
Une délégation de trois rois Tswana se rend à Londres en 1895, Khama III, Bathoen I et Sebele I.
À la suite de la négociation des Tswana, Londres accepte d'annuler ces décisions, mais accorde à Cecil Rhodes une bande de terre pour y construire sa ligne de chemin de fer « Le Cap - Le Caire ».
Le protectorat britannique fait entrer l'anglais dans les administrations, bien que la langue majoritaire dans le pays demeure le Tswana. Cette colonisation britannique se déroule sans heurts, selon certains. Pourtant, l'imposition d'une hut tax (taxe d'habitation) est particulièrement mal reçue, comme ailleurs en Afrique britannique.
À la suite de leur victoire dans la guerre des Boers et de la création de l'Union Sud-Africaine en 1910, la nouvelle colonie propose au Bechuanaland d'y prendre part, ce que les Tswana refusent.
Les Tswana obtiennent tout de même une voix dans le Conseil consultatif africain créé en 1920.

## Botswana indépendant (1966)

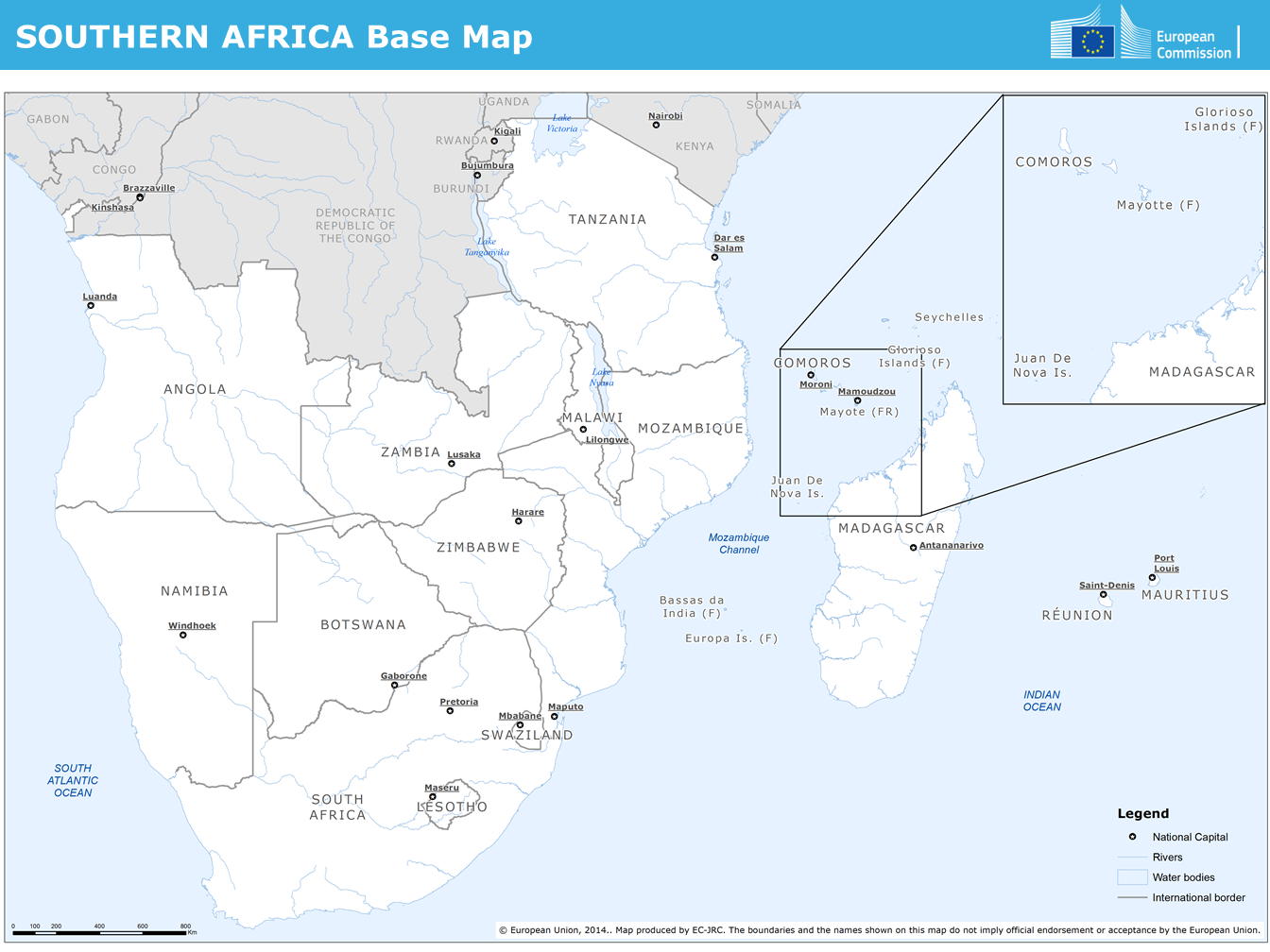
Afrique australe contemporaine.

Les premières élections législatives ont lieu en 1961.

### Présidence Seretse Khama (1966-1980)
En 1966, le Botswana, ex-Bechuanaland , obtient son indépendance de la part du Royaume-Uni,. Seretse Khama (1921-1980) devient le président du pays. L'anglais demeure la langue officielle, bien que la population continue de parler d'autres langues.
En 1969, le Parlement évoque le problème de discrimination linguistique : le tswana serait encouragé par rapport aux autres langues nationales (dont le kalanga). Ce même problème est soulevé à plusieurs reprises en 1988 puis en 1995.
La découverte de diamants à Orapa donne au pays une certaine aisance financière. La gestion du pays est bien assurée par Seretse Khama qui est réélu trois fois.

### Présidence Ketumile Masire (1980-1998)
À la mort de Seretse Khama, en 1980, il est remplacé par Ketumile Masire (1925-2017).
Malgré son opposition à la politique d'apartheid menée par l'Afrique du Sud, le Botswana reste, pour des raisons de dépendance économique, assez proche de son voisin.

### Présidence Festus Mogae (1998-2008)
En 1998, Masire se retire de la vie politique. Et celui qui assure l'intérim, Festus Mogae (1939-), ministre des finances, est élu président en 1999.
Le Parti démocratique remporte les élections législatives du 16 octobre 1999, obtenant 33 sièges sur les 40 que compte le Parlement. En 2004, le Président Festus Mogae, réélu pour cinq ans, s'engage à améliorer l'économie du pays et à tenter d'enrayer l'épidémie de sida laquelle toucherait près de 25 % de la population du pays d'après l'Organisation mondiale de la santé. Il se voit décerner en 2008 le prix Mo Ibrahim de la bonne gouvernance en Afrique pour avoir su faire bon usage des richesses du sous-sol du pays, notamment en diamants.

### Présidence Ian Khama (2008-2018)
Il laisse le pouvoir au vice-président, Ian Khama (1953-), fils de Seretse Khama, père de l'indépendance du Botswana et de son épouse britannique Ruth Williams. Celui-ci est confirmé comme président par des élections l'année suivante. Il reste au pouvoir, réélu démocratiquement, pendant dix ans et fait ses adieux 18 mois avant la fin de son deuxième mandat, en respectant ainsi la Constitution.

### Présidence Mokgweetsi Masisi (2018-présent)
Le 1er avril 2018, le vice-président de Ian Khama, Mokgweetsi Masisi (1962-), est désigné pour le remplacer comme président du Botswana.
L'année suivante, en 2019, il remporte les élections générales.